# Joost Posthuma
Joost Posthuma (Hollandia, 1981. március 8. –) holland profi kerékpáros, a 2008-as Tour de Luxemburg győztese. 
2012-ben visszavonult a versenyzéstől.

## Pályafutása

### Sikerei
2003
1. hely, Olympia's Tour
2005 – Rabobank
1. hely, GP Jef Scherens
1 szakaszgyőzelem Párizs-Nizza
2006 – Rabobank
14. hely, Párizs-Nizza
6. hely, Eneco Tour of Benelux
30. hely, Tour de Pologne
85. hely, Tour de France
2007 – Rabobank
2. hely, Three Days of De Panne
1. hely, Sachsen Tour
2008 – Rabobank
1. hely, Three Days of De Panne
1. hely, Tour de Luxemburg
2009 – Rabobank
1. hely, Vuelta a Andalucia

## Külső hivatkozások
- Hivatalos honlapja (holland)